# Dynamiczne ustalanie cen
Dynamiczne ustalanie cen (również dynamiczna wycena, ang. dynamic pricing) – strategia cenowa, w ramach której firmy ustalają elastyczne ceny produktów lub usług w oparciu o bieżące wymagania rynku. Przedsiębiorstwa mogą zmieniać ceny w oparciu o algorytmy uwzględniające ceny konkurencji, popyt i podaż oraz inne czynniki zewnętrzne na rynku. Dynamiczne wyceny są powszechną praktyką w wielu branżach, takich jak hotelarstwo, podróże, rozrywka, handel detaliczny, energia elektryczna i transport publiczny. Każda branża stosuje nieco inne podejście do zmiany cen w zależności od potrzeb i popytu na produkt. Dynamiczne ceny mogą być niepopularne wśród konsumentów i faworyzują bogatych, którzy są mniej skłonni do rezygnacji z rynku, gdy istnieje duże zapotrzebowanie, np. na energię elektryczną podczas fali upałów lub na żywność podczas głodu.

## Noclegi
Cennik oparty na czasie to standardowa metoda ustalania cen w branży turystycznej. Wyższe ceny są naliczane w szczycie sezonu lub w okresach specjalnych. Poza sezonem hotele mogą pobierać jedynie koszty operacyjne zakładu, podczas gdy inwestycje i wszelkie zyski są uzyskiwane w sezonie (jest to podstawowa zasada wyceny kosztów krańcowych na dłuższą metę).
Hotele i inni uczestnicy branży hotelarskiej stosują dynamiczne ceny w celu dostosowania kosztów pokoi i pakietów w zależności od zapotrzebowania na podaż i popyt w danym momencie. Celem dynamicznych cen w tej branży jest znalezienie najwyższej ceny, jaką konsumenci są skłonni zapłacić. Inną nazwą dynamicznej wyceny w branży jest wycena popytu. Ta forma dyskryminacji cenowej ma na celu maksymalizację przychodów w oparciu o gotowość do płacenia różnych segmentów rynku. Cechuje się wzrostem cen, gdy popyt jest wysoki i spada, aby stymulować popyt, gdy jest niski. Posiadanie różnych cen w oparciu o popyt w każdym punkcie dnia umożliwia hotelom generowanie większych przychodów poprzez wprowadzanie klientów w różnych punktach cenowych, które są skłonni zapłacić.

## Transport
Linie lotnicze zmieniają ceny często w zależności od dnia tygodnia, pory dnia i liczby dni przed terminem lotu. W przypadku linii lotniczych dynamiczna wycena jest zależna od różnych elementów, takich jak: liczba miejsc w danym locie, czas odlotu i średnie odwołania na podobnych lotach.
Ceny godzin szczytowych są często stosowane w transporcie publicznym i na drogach, gdzie wyższa cena w okresach szczytowych jest wykorzystywana w celu zachęcenia do bardziej efektywnego korzystania z usługi lub przesunięcia w czasie do tańszych lub bezpłatnych podróży poza szczytem. Na przykład San Francisco Bay Bridge pobiera wyższe opłaty za przejazd w godzinach szczytu i podczas weekendu, kiedy kierowcy częściej podróżują. Jest to skuteczny sposób na zwiększenie przychodów, gdy popyt jest wysoki, a także zarządzanie popytem, ponieważ kierowcy niechętni do płacenia tej wyższej opłaty będą unikać podróżowania w godzinach szczytu. Opłata za wjazd do Londynu zniechęca do podróżowania samochodami do centrum Londynu w okresach szczytowych. Metro w Waszyngtonie i Long Island Rail Road pobierają wyższe opłaty w godzinach szczytu.

## Sporty zawodowe
Niektóre profesjonalne drużyny sportowe stosują dynamiczne struktury cenowe w celu zwiększenia przychodów. Dynamiczna wycena jest szczególnie ważna w baseballu, ponieważ zespoły MLB grają dwa razy więcej meczów niż inne dyscypliny sportowe i w znacznie większej liczbie miejsc.
Sporty które uprawiane są na zewnątrz muszą uwzględniać pogodę w strategii cenowej, oprócz daty gry, daty zakupu i przeciwnika. Bilety na grę podczas niepogody będą sprzedawać się lepiej po niższej cenie; i odwrotnie, gdy drużyna znajdzie się w pasie zwycięstwa, kibice będą skłonni zapłacić więcej.
Dynamiczna polityka cenowa została po raz pierwszy wprowadzona do sportu przez spółkę Qcue z Austin i drużynę San Francisco Giants. Giganci z San Francisco wdrożyli pilotaż 2000 miejsc w View Reserved i Bleachers i przeszli do dynamicznej wyceny całego obiektu w sezonie 2010. Qcue współpracuje obecnie z dwiema trzecimi franczyzy Major League Baseball, z których nie wszystkie wdrożyły pełną, dynamiczną strukturę cenową, a na okres po sezonie 2012 r. pierwszymi drużynami dynamicznie wyceniającymi bilety post-sezonowe stały się San Francisco Giants, Oakland Athletics i St. Louis Cardinals. Poza baseballem pod względem przyjęcia, National Basketball Association, National Hockey League i NCAA również wdrożyły dynamiczne ceny. Poza USA od tego czasu niektóre kluby w Football League wdrożyły je na próbę. Szkocki klub Premier League Heart of Midlothian wprowadził dynamiczne ceny na sprzedaż swoich biletów sezonowych w 2012 r., ale kibice skarżyli się, że są oni obciążani znacznie więcej niż płacąc cenę reklamowaną.

## Handel detaliczny
Detaliści, a w szczególności internetowi detaliczni, dostosowują cenę swoich produktów do konkurencji, czasu, ruchu, kursów wymiany waluty i celów sprzedaży. Celem dynamicznych cen jest zwiększenie przychodów i zysków. Istnieją trzy podstawowe sposoby, aby to zrobić.
- Po pierwsze, detaliści mogą wykorzystywać inteligencję cenową do wyceny na podstawie cen swoich konkurentów.
- Po drugie, detaliści mogą obniżyć ceny, gdy popyt jest niski.
- Po trzecie, detaliści mogą podnieść ceny, gdy popyt jest wysoki.

### Amazon.com
Amazon.com stosowała dyskryminację cenową dla niektórych klientów w roku 2000, oferując różne ceny w tym samym czasie dla różnych klientów, potencjalnie naruszając Ustawę Robinsona-Patmana. Po odkryciu tego procederu firma zaprzestała tego typu działań i przeprosiła za zaistniałe okoliczności.
Niektórzy sprzedawcy z platformy Amazon Marketplace używają oprogramowania do zmiany cen częściej niż byłoby to możliwe dla ludzi w celu konkurowania o biznes w oparciu o ceny.

## Wycena oparta na wartości lub elastyczności
Najlepiej byłoby, gdyby przedsiębiorstwa żądały ceny za produkt, która jest równa wartości, jaką konsument przywiązuje do produktu. Jest to tak zwana wycena oparta na wartościach. Ponieważ wartość ta może się różnić w zależności od osoby, trudno jest odkryć idealną wartość i uzyskać zróżnicowaną cenę dla każdej osoby. Jednak gotowość konsumenta do zapłaty może być wykorzystana jako wskaźnik zastępczy dla postrzeganej wartości. Dzięki elastyczności cenowej produktów firmy mogą obliczyć, ilu konsumentów jest gotowych zapłacić za produkt w każdym punkcie cenowym. Produkty o wysokiej elastyczności są bardzo wrażliwe na zmiany cen, podczas gdy produkty o niskiej elastyczności są mniej wrażliwe na zmiany cen (ceteris paribus). Następnie produkty o niskiej elastyczności są zazwyczaj bardziej cenione przez konsumentów, jeśli wszystko inne jest jednakowe. Dynamicznym aspektem tej metody wyceny jest zmiana elastyczności w odniesieniu do produktu, kategorii, czasu, lokalizacji i sprzedawców detalicznych. Dzięki elastyczności cen produktów, detaliści mogą wykorzystać tę metodę w swojej strategii cenowej, aby dążyć do strategii zwiększania ilości, przychodów lub maksymalizacji zysków.

## Ceny oparte na konkurentach
Przedsiębiorstwa, które chcą ustalać ceny w sposób konkurencyjny, będą monitorować ceny konkurentów i odpowiednio je dostosowywać. Amazon jest liderem na rynku sprzedaży detalicznej, który często zmienia ceny, co zachęca innych sprzedawców do zmiany cen w celu utrzymania konkurencyjności. Dynamiczna polityka cenowa oparta na konkurencji może zwiększyć sprzedaż, zwłaszcza jeśli skorzystają oni na tym, że innym detalistom zabraknie zapasów. Od 2018 r. kilka narzędzi firm trzecich umożliwiło handlowcom korzystanie z dynamicznych cen opartych na czasie, takich jak Pricemole, SweetPricing, BeyondPricing itd.

## Ceny detaliczne oparte na czasie
Wiele branż zmienia ceny w zależności od pory dnia, zwłaszcza w sklepach internetowych, których klienci zwykle robią zakupy najwięcej w tygodniowych godzinach pracy między 9:00 a 17:00. Podnoszenie cen rano i po południu oraz obniżanie cen w godzinach wieczornych jest powszechną praktyką przy dynamicznych cenach.

## Opłaty za usługi w czasie
Opłaty za usługi w czasie, takie jak dostarczanie energii elektrycznej, obejmują między innymi:
- Wycena czasu użytkowania (wycena TOU), w której ceny energii elektrycznej są ustalane na określony okres z góry lub z wyprzedzeniem, zazwyczaj nie zmieniają się częściej niż dwa razy w roku. Ceny płacone za energię zużytą w tych okresach są wstępnie ustalane i znane konsumentom z wyprzedzeniem, co pozwala im zmieniać sposób wykorzystania w odpowiedzi na takie ceny i zarządzać kosztami energii poprzez przesunięcie użytkowania do niższego okresu kosztowego lub zmniejszenie ogólnego zużycia (reakcja na zapotrzebowanie);
- Krytyczne ceny szczytowe, przy których obowiązują ceny za czas użytkowania, z wyjątkiem niektórych dni szczytowych, kiedy ceny mogą odzwierciedlać koszty wytwarzania i / lub zakupu energii elektrycznej na poziomie hurtowym;
- Ceny w czasie rzeczywistym, w których ceny energii elektrycznej mogą się zmieniać nawet co godzinę (wyjątkowo częściej). Sygnał cenowy jest dostarczany użytkownikowi na zasadzie zaawansowanej lub terminowej, odzwierciedlający koszt wytworzenia i/lub zakupu energii elektrycznej przez przedsiębiorstwo energetyczne na poziomie hurtowym; i
- Kredyty redukcji obciążenia szczytowego dla odbiorców o dużym obciążeniu, którzy zawierają wcześniej ustalone umowy o redukcji obciążenia szczytowego, zmniejszające zobowiązania przedsiębiorstwa energetycznego w zakresie planowanej mocy wytwórczej.

Przedsiębiorstwo z cenami regulowanymi może opracować harmonogram cenowy oparty na czasie na analizie jego kosztów w długim okresie, obejmujący zarówno koszty eksploatacji, jak i koszty inwestycji. Przedsiębiorstwo użyteczności publicznej działające w środowisku rynkowym, w którym energia elektryczna (lub inna usługa) jest sprzedawana na aukcji na rynku konkurencyjnym, ustala ceny w oparciu o czas będzie zazwyczaj odzwierciedlać wahania cen na rynku. Takie wahania obejmują zarówno regularne oscylacje wynikające ze struktury popytu użytkowników, kwestie podaży (takie jak dostępność nieciągłych zasobów naturalnych: przepływ wody, wiatr), jak i sporadyczne wyjątkowe szczyty cenowe.
Szczyty cen odzwierciedlają napięte warunki na rynku (prawdopodobnie zwiększone przez manipulacje na rynku, jak podczas kryzysu energetycznego w Kalifornii w 2000 i 2001 r.) i odzwierciedlają możliwy brak inwestycji.

## Ustalanie cen według współczynnika konwersji
Współczynnik konwersji mierzy, ile osób przeglądających dany produkt kupuje go. Gdy współczynnik ten jest niski, obniżenie ceny w celu zwiększenia konwersji jest standardem w dynamicznej strategii cenowej.

## Kontrowersje
Niektórzy krytycy dynamicznego ustalania cen, znanego również jako „wzrost cen”, twierdzą, że jest to forma żłobienia cenowego.